# 吉利厄德 (密蘇里州)
吉利厄德（英語：Gilead）是位於美國密蘇里州劉易斯縣的非建制地區。

## 歷史
吉利厄德的郵局於1854年設立，其後於1905年停運。

## 地理
吉利厄德所處的海拔為高於海平面165米（即541英呎），而該地所採用的時區為UTC-6，即北美中部時區（CST）。同時該地設有夏令時間，為UTC-6調快一小時，即UTC-5（CDT）。